# Campeonato Gaúcho de Futebol Americano de 2022
O Campeonato Gaúcho de Futebol Americano de 2022, oficialmente Gaúchão KTO de Futebol Americano 2022, por motivos de patrocínio, foi a 12ª edição do campeonato estadual de Futebol Americano do Rio Grande do Sul, o 9º na modalidade FullPads, e o 6º organizado pela Federação Gaúcha de Futebol Americano. A competição retorna após um hiato de três anos, devido às medidas de prevenção impostas pela Pandemia de COVID-19. Oito equipes confirmaram a participação nesse retorno competitivo, incluindo todos os campeões, até então: Porto Alegre Pumpkins, Santa Maria Soldiers e o União da Serra (que até 2021 denominava-se Juventude FA.

O Santa Maria Soldiers conquistou o título pela quarta vez consecutiva, ao derrotar na final a equipe do Porto Alegre Pumpkins e aumentou sua hegemonia dentre os campeões, agora com sete títulos.

## Fórmula de Disputa
As oito equipes participantes foram ordenadas de acordo com a última classificação no ranking da FGFA. Separadas em pares (#1 e #2, #3 e #4, #5 e #6, #7 e #8) as equipes foram divididas em dois grupos regionais: grupo A (Soldiers #1, Bulldogs #4, Chacais #6 e Coroados #8) e grupo B (Pumpkins #2, Bulls #3, Ximangos #5 e União da Serra #7). Dentro de seus grupos, as equipes se enfrentam todas contra todas em partida única e mando de jogo pré estabelecido. A equipe melhor colocada em seu grupo garante vaga no Gaúcho Bowl. O mando de campo da final será da equipe com a melhor campanha na fase de grupos.

### Critérios de Classificação
Os critérios de classificação adotados para o Campeonato Gaúcho são:

1) Maior número de vitórias;

2) Menor número de derrotas;

3) Financial tiebreaker;

4) Confronto direto entre as equipes envolvidas;

5) Força das vitórias (soma das vitórias das equipes contra as quais venceram os jogos);

6) Força da tabela (soma das vitórias das equipes contra as quais jogou);

7) Menor quantidade de pontos sofridos entre as equipes envolvidas;

8) Menor quantidade de pontos sofridos no geral;

9) Maior quantidade de pontos marcados entre as equipes envolvidas;

10) Maior quantidade de pontos marcados no geral;

11) Sorteio;

## Equipes Participantes
| Ranking | Equipe                  | Cidade            | Títulos                                 |
| ------- | ----------------------- | ----------------- | --------------------------------------- |
| 1º      | Santa Maria Soldiers    | Santa Maria       | 6 (2011, 2013, 2016, 2017, 2018 e 2019) |
| 2º      | Porto Alegre Pumpkins   | Porto Alegre      | 4 (2008, 2010, 2012 e 2014)             |
| 3º      | Canoas Bulls            | Canoas            | 0 (não possui)                          |
| 4º      | Venâncio Aires Bulldogs | Venâncio Aires    | 0 (não possui)                          |
| 5º      | Carlos Barbosa Ximangos | Carlos Barbosa    | 0 (não possui)                          |
| 6º      | Santa Cruz Chacais      | Santa Cruz do Sul | 0 (não possui)                          |
| 7º      | União da Serra          | Caxias do Sul     | 1 (2015)[a]                             |
| 8º      | Erechim Coroados        | Erechim           | 0 (não possui)                          |

a.^  Como Juventude FA.

## Primeira Fase

### Grupo A
| Time                      | V | D | E | PCT   | PF  | PS | SP  | SEQ |
| ------------------------- | - | - | - | ----- | --- | -- | --- | --- |
| Santa Maria Soldiers      | 3 | 0 | 0 | 1.000 | 107 | 0  | 107 | 3V  |
| Venâncio Aires Bulldogs   | 2 | 1 | 0 | 0.667 | 24  | 42 | -18 | 2V  |
| Santa Cruz do Sul Chacais | 1 | 2 | 0 | 0.333 | 15  | 39 | -24 | 2D  |
| Erechim Coroados          | 0 | 3 | 0 | 0.000 | 02  | 67 | -65 | 3D  |

Classificado para o Gaúcho Bowl está marcado em verde.
| Semana 1                  |        |        |                           |              |                                             |
| Time da casa              | Pontos | Pontos | Time visitante            | Data do jogo | Local do jogo                               |
| Santa Cruz do Sul Chacais | 15     | 02     | Erechim Coroados          | 19 de março  | Parque da Oktoberfest, Santa Cruz do Sul/RS |
| Santa Maria Soldiers      | 42     | 00     | Venâncio Aires Bulldogs   | 20 de março  | Estádio Presidente Vargas, Santa Maria/RS   |
| Semana 2                  |        |        |                           |              |                                             |
| Time da casa              | Pontos | Pontos | Time visitante            | Data do jogo | Local do jogo                               |
| Santa Cruz do Sul Chacais | 00     | 16     | Venâncio Aires Bulldogs   | 9 de abril   | Parque da Oktoberfest, Santa Cruz do Sul/RS |
| Erechim Coroados          | 00     | 44     | Santa Maria Soldiers      | 10 de abril  | Campo do Esperança, Erechim/RS              |
| Semana 3                  |        |        |                           |              |                                             |
| Time da casa              | Pontos | Pontos | Time visitante            | Data do jogo | Local do jogo                               |
| Venâncio Aires Bulldogs   | 08     | 00     | Erechim Coroados          | 1 de maio    | Campo do Onze Unidos, Venâncio Aires/RS     |
| Santa Maria Soldiers      | 21     | 00     | Santa Cruz do Sul Chacais | 1 de maio    | Estádio dos Eucaliptos, Santa Maria/RS      |

### Grupo B
| Time                    | V | D | E | PCT   | PF | PS | SP  | SEQ |
| ----------------------- | - | - | - | ----- | -- | -- | --- | --- |
| Porto Alegre Pumpkins   | 3 | 0 | 0 | 1.000 | 92 | 32 | 60  | 3V  |
| Canoas Bulls            | 2 | 1 | 0 | 0.667 | 94 | 34 | 60  | 2V  |
| Carlos Barbosa Ximangos | 1 | 2 | 0 | 0.333 | 24 | 56 | -32 | 2D  |
| União da Serra          | 0 | 3 | 0 | 0.000 | 03 | 91 | -88 | 3D  |

Classificado para o Gaúcho Bowl está marcado em verde.
| Semana 1                |        |        |                         |              |                                            |
| Time da casa            | Pontos | Pontos | Time visitante          | Data do jogo | Local do jogo                              |
| Porto Alegre Pumpkins   | 27     | 20     | Canoas Bulls            | 12 de março  | CE Ruy Coelho Gonçalves, Guaíba/RS         |
| União da Serra          | 03     | 05     | Carlos Barbosa Ximangos | 13 de março  | CT União da Serra Football, Farroupilha/RS |
| Semana 2                |        |        |                         |              |                                            |
| Time da casa            | Pontos | Pontos | Time visitante          | Data do jogo | Local do jogo                              |
| União da Serra          | 00     | 51     | Canoas Bulls            | 2 de abril   | CT União da Serra Football, Farroupilha/RS |
| Carlos Barbosa Ximangos | 12     | 30     | Porto Alegre Pumpkins   | 3 de abril   | Estádio da Montanha, Bento Gonçalves/RS    |
| Semana 3                |        |        |                         |              |                                            |
| Time da casa            | Pontos | Pontos | Time visitante          | Data do jogo | Local do jogo                              |
| Porto Alegre Pumpkins   | 35     | 00     | União da Serra          | 24 de abril  | CE Ruy Coelho Gonçalves, Guaíba/RS         |
| Canoas Bulls            | 23     | 07     | Carlos Barbosa Ximangos | 24 de abril  | Centro Olímpico Municipal, Canoas/RS       |

## Final
| Gaúcho Bowl XII      |        |        |                       |              |                                           |
| Time da Casa         | Pontos | Pontos | Time Visitante        | Data do jogo | Local do jogo                             |
| Santa Maria Soldiers | 17     | 14     | Porto Alegre Pumpkins | 15 de maio   | Estádio Presidente Vargas, Santa Maria/RS |

## Campeão
| Campeão Gaúcho 2022                      |
| ---------------------------------------- |
| SANTA MARIA SOLDIERS Campeão (7º título) |

## Estatísticas

### MVP
Cinco jogadores de cada Equipe participante do Campeonato, tiveram direito a voto na escolha do MVP do Ataque, Defesa e Special Team.
| MVP do Ataque                            |
| ---------------------------------------- |
| Douglas Rodrigues (Santa Maria Soldiers) |

| MVP de Defesa                        |
| ------------------------------------ |
| João Chelotti (Santa Maria Soldiers) |

| MVP do Special Team           |
| ----------------------------- |
| Douglas Torres (Canoas Bulls) |

Votantes: Anderson Soares, Miguel Greiner, Tiago Villodre, Elemar Ramos e Arthur Walker (Bulldogs); Araguari Machado, Luis Alves, Oscar Cappuchino, Ricardo Furtado e Winston Nevado (Bulls); Fred Severo, Cleiton Paz, Mozart Jandrey e Marcos Martins (Chacais); Luis Henrique, Ibrahim Mansur, Will Fantin, Eduardo Correia e Raian Pereira (Coroados); Alessandro Padilha, Rodrigo Palaver, Bruno Dreger, Nicolas do Canto e Jonathan Roncoli (Pumpkins); Wagner Freitas, Maurício Faé, Douglas Rodrigues, Fabrício Ziegler e Rafael Portella (Soldiers); Luís Souza, Jivago Tarzo, Israel Quadros, Juliano Tegner e Rodrigo Castro (União da Serra); Riccardo Facchini, Gustavo Granville,  Guilherme Lazzari, Rodrigo Lora e João Piccoli (Ximangos); Ismael Ferreira (FGFA).

### Seleção do Campeonato
Em 25 de maio, a FGFA anunciou, em seu site e Facebook, os times ideais da 12ª edição do Campeonato Gaúcho de Futebol Americano. Jogadores de oito equipes foram indicados para o time principal:
| ATAQUE | ATAQUE            | ATAQUE | ATAQUE   |
| Pos.   | Jogador           | Nº     | Equipe   |
| ------ | ----------------- | ------ | -------- |
| QB     | Douglas Rodrigues | #15    | Soldiers |
| RB     | Severo            | #27    | Bulls    |
| RB     | Taffarel          | #28    | Bulldogs |
| WR     | Becker            | #84    | Soldiers |
| WR     | Pippi             | #11    | Soldiers |
| WR     | Williams          | #23    | Pumpkins |
| WR     | Théo              | #11    | Pumpkins |
| LT     | Edmundo           | #77    | Bulldogs |
| LG     | Rafael            | #62    | Bulldogs |
| C      | Kroth             | #78    | Bulldogs |
| RG     | Grandi            | #66    | Ximangos |
| RT     | Muraro            | #74    | Soldiers |

| DEFESA | DEFESA         | DEFESA | DEFESA   |
| Pos.   | Jogador        | Nº     | Equipe   |
| ------ | -------------- | ------ | -------- |
| DL     | Neris          | #6     | Soldiers |
| DL     | Paludo         | #64    | Pumpkins |
| DL     | Jack           | #83    | Coroados |
| DL     | Marginal       | #99    | Bulls    |
| LB     | Chelotti       | #59    | Soldiers |
| LB     | Fred           | #53    | Chacais  |
| LB     | Dalmoro        | #24    | Bulldogs |
| DB     | Josué          | #3     | Chacais  |
| CB     | Kasley         | #1     | Soldiers |
| CB     | Arthur         | #45    | Soldiers |
| S      | Douglas Torres | #80    | Bulls    |
| S      | Goku           | #39    | Ximangos |

| SPECIAL TEAM | SPECIAL TEAM   | SPECIAL TEAM | SPECIAL TEAM |
| Pos.         | Jogador        | Nº           | Equipe       |
| ------------ | -------------- | ------------ | ------------ |
| K            | Santana        | #8           | Soldiers     |
| P            | Siebenechler   | #22          | Bulldogs     |
| RET          | Douglas Torres | #80          | Bulls        |
| LS           | Muraro         | #74          | Soldiers     |

### Seleção da Rodada
| ATAQUE       | ATAQUE          | ATAQUE | ATAQUE         |
| Pos.         | Jogador         | Nº     | Equipe         |
| ------------ | --------------- | ------ | -------------- |
| QB           | Nicolas         | #18    | Pumpkins       |
| RB           | Cleiton Paz     | #25    | Chacais        |
| TE           | Salini          | #85    | Pumpkins       |
| WR           | Vitor           | #8     | Bulls          |
| WR           | Pippi           | #11    | Soldiers       |
| WR           | Daniel          | #7     | Pumpkins       |
| WR           | Becker          | #84    | Soldiers       |
| LT           | Kieling         | #53    | Soldiers       |
| LG           | Rafael          | #62    | Bulldogs       |
| C            | Kroth           | #78    | Bulldogs       |
| RG           | Felipe Grandi   | #66    | Ximangos       |
| RT           | Muraro          | #74    | Soldiers       |
| DEFESA       |                 |        |                |
| Pos.         | Jogador         | Nº     | Equipe         |
| DL           | Cleiton Gerlach | #95    | Ximangos       |
| DL           | Garcia          | #60    | União da Serra |
| DL           | Paludo          | #64    | Pumpkins       |
| DL           | Amaral          | #56    | Coroados       |
| LB           | Fred            | #53    | Chacais        |
| LB           | Rodrigo         | #51    | União da Serra |
| LB           | Boff            | #59    | Chacais        |
| DB           | Acebolado       | #42    | Pumpkins       |
| DB           | Correia         | #21    | Coroados       |
| DB           | Josué           | #3     | Chacais        |
| DB           | Ziegler         | #24    | Soldiers       |
| DB           | Kasley          | #1     | Soldiers       |
| SPECIAL TEAM |                 |        |                |
| Pos.         | Jogador         | Nº     | Equipe         |
| K            | Santana         | #8     | Soldiers       |
| P            | Siebenechler    | #22    | Bulldogs       |
| RET          | Jhonny          | #32    | Coroados       |
| LS           | Muraro          | #74    | Soldiers       |

| ATAQUE       | ATAQUE            | ATAQUE | ATAQUE         |
| Pos.         | Jogador           | Nº     | Equipe         |
| ------------ | ----------------- | ------ | -------------- |
| QB           | Douglas Rodrigues | #15    | Soldiers       |
| RB           | Taffarel          | #28    | Bulldogs       |
| RB           | Severo            | #27    | Bulls          |
| WR           | Pippi             | #11    | Soldiers       |
| WR           | João Torres       | #10    | Bulls          |
| WR           | Jerke             | #17    | Pumpkins       |
| WR           | Theo              | #11    | Pumpkins       |
| LT           | Felipe            | #79    | Bulls          |
| LG           | Butzge            | #58    | Chacais        |
| C            | Ravier            | #76    | Bulls          |
| RG           | Santin            | #74    | Coroados       |
| RT           | Muraro            | #74    | Soldiers       |
| DEFESA       |                   |        |                |
| Pos.         | Jogador           | Nº     | Equipe         |
| DL           | Marginal          | #99    | Bulls          |
| DL           | Maranhão          | #92    | Soldiers       |
| DL           | Paludo            | #64    | Pumpkins       |
| DL           | Jack              | #83    | Coroados       |
| LB           | Fred              | #53    | Chacais        |
| LB           | Renan             | #54    | União da Serra |
| LB           | Chelotti          | #59    | Soldiers       |
| DB           | Carlesso          | #38    | Soldiers       |
| DB           | Goku              | #39    | Ximangos       |
| DB           | Dalmoro           | #24    | Bulldogs       |
| DB           | Douglas Torres    | #80    | Bulls          |
| DB           | Vencato           | #25    | Pumpkins       |
| SPECIAL TEAM |                   |        |                |
| Pos.         | Jogador           | Nº     | Equipe         |
| K            | Lopes             | #52    | Pumpkins       |
| P            | Siebenechler      | #22    | Bulldogs       |
| RET          | Douglas Torres    | #80    | Bulls          |
| LS           | Muraro            | #74    | Soldiers       |

| ATAQUE       | ATAQUE          | ATAQUE | ATAQUE         |
| Pos.         | Jogador         | Nº     | Equipe         |
| ------------ | --------------- | ------ | -------------- |
| QB           | Pietro Balzano  | #9     | Pumpkins       |
| RB           | Severo          | #27    | Bulls          |
| RB           | Taffarel        | #28    | Bulldogs       |
| RB           | Amaral          | #36    | Bulls          |
| WR           | Zuc             | #81    | Pumpkins       |
| WR           | Williams        | #23    | Pumpkins       |
| WR           | Charles         | #2     | Soldiers       |
| LT           | Kieling         | #53    | Soldiers       |
| LG           | Rodrigo Fausto  | #61    | Bulldogs       |
| C            | Ravier          | #76    | Bulls          |
| RG           | Favarin         | #65    | Soldiers       |
| RT           | Muraro          | #74    | Soldiers       |
| DEFESA       |                 |        |                |
| Pos.         | Jogador         | Nº     | Equipe         |
| DL           | Cleiton Gerlach | #95    | Ximangos       |
| DL           | Lucas Firmino   | #66    | Coroados       |
| DL           | Ilso            | #98    | Bulls          |
| DL           | Neris           | #6     | Soldiers       |
| LB           | Chelotti        | #59    | Soldiers       |
| LB           | Lucca           | #44    | Soldiers       |
| LB           | Pasqualon       | #33    | Coroados       |
| DB           | William Ramos   | #73    | Coroados       |
| DB           | Jhanrriê        | #5     | Chacais        |
| DB           | Nirvana         | #17    | Chacais        |
| DB           | Kasley          | #1     | Soldiers       |
| DB           | Renan Mattos    | #10    | União da Serra |
| SPECIAL TEAM |                 |        |                |
| Pos.         | Jogador         | Nº     | Equipe         |
| K            | Lopes           | #52    | Pumpkins       |
| P            | Siebenechler    | #22    | Bulldogs       |
| RET          | Frohlich        | #17    | União da Serra |
| LS           | Max John        | #93    | Pumpkins       |